# Desejos de Mulher
Desejos de Mulher é uma telenovela brasileira produzida e exibida pela TV Globo de 21 de janeiro a 23 de agosto de 2002, em 185 capítulos. Substituiu As Filhas da Mãe e foi substituída por O Beijo do Vampiro, sendo a 63ª "novela das sete" exibida pela emissora.
Escrita por Euclydes Marinho, com a colaboração de Ângela Carneiro, Denise Bandeira, João Emanuel Carneiro, Vinícius Vianna e Graça Motta, contou com a direção de Dennis Carvalho (também diretor geral e de núcleo), José Luiz Villamarim (também diretor geral) e Amora Mautner. A trama é baseada no livro Fashionably Late, que por sua vez foi escrito por Olivia Goldsmith.
Contou com as atuações de Regina Duarte, Alessandra Negrini, Glória Pires, Eduardo Moscovis, Herson Capri, José de Abreu, Cássio Gabus Mendes e José Wilker.

## Enredo
A inveja e o sucesso andam lado a lado no mundo da moda. Andréa Vargas é uma estilista de renome internacional que tem a vida despedaçada quando sua irmã caçula, a humilde Júlia, descobre e lhe revela que ela não é filha biológica de Atílio e Mercedes no dia que ia receber o maior prêmio de sua carreira. Júlia é boa pessoa, mas guarda uma grande amargura da irmã, uma vez que na juventude elas se apaixonaram pelo mesmo rapaz, Diogo, que acabou namorando Andrea e, magoado por ela, desapareceu no mundo. A moça então se casou com Renato, homem honesto que é preso injustamente por uma "armação" e conta com a ajuda da advogada Fernanda para provar sua inocência. No decorrer do caso, Júlia acaba se envolvendo pelo ex-marido da advogada, o jornalista investigativo Chico Maia. Já Andréa se casou com o arquiteto mau-caráter Bruno Vargas, que, secretamente, mantém um caso amoroso com a ardilosa Selma Dumont, braço-direito da estilista e marqueteira em seu ateliê, que planeja não só se apossar de seu marido, como também de sua marca e sua fama.
O ódio de Selma deve-se ao fato dela ser irmã biológica mais nova de Andréa, ambas filhas da humilde costureira Isaura, que teve que dar a estilista para adoção por não ter condições de criá-la na época. Selma cresceu acompanhando a irmã nos jornais e invejando-a profundamente, uma vez que acreditava que era ela quem merecia ter sido adotada por uma família rica e se tornado um grande nome da moda. Paralelamente há a história da agência Classy Models, fundada pela ex-modelo Virgínia e pelo fotógrafo Bill, onde foi revelada a inocente Gabriela, menina do interior que logo se torna a queridinha das passarelas. Ela fica dividida entre os romances com o mercenário Beto e o charmoso DJ Nicolau – por quem também entram na disputa sua melhor amiga, a também modelo Xana, e a arrogante Letícia, filha de Júlia e Renato, capaz de tudo para tê-lo. Na cidade grande, Gabriela tem que lidar com um novo e desconhecido mundo repleto de trapaças, disputa por trabalhos e favores sexuais, culminando na perda de sua inocência.
A agência ainda tem como modelos Pablo, Camila, Joaquim e a competitiva Tati, principal rival de Gabriela nos trabalhos, disposta a passar por cima de todos para se tornar um ícone. Outro foco é a revista de moda Estilo Mulher, dirigida pelo estilista homossexual Ariel Britz, que é pai da rebelde Paty e mantém um casamento discreto com o companheiro Tadeu. Lá ainda trabalham as jornalistas Sophie e Bárbara, a estagiária Olívia e o mulherengo fotógrafo Sandro, que se envolve com todas as modelos, prometendo-lhes novos trabalhos. Já na grife de Andréa trabalha a costureira Malene, que vive em guerra criativa com a modelista Nair, além da assistente Antônia, que vê na estilista sua grande referência. Em meio às reviravoltas que acontecem em sua vida pessoal e profissional, Andréa terá que lidar com o retorno de seu amado Diogo e provar seu valor no mercado da moda.

## Elenco
| Intérprete           | Personagem                     |
| -------------------- | ------------------------------ |
| Regina Duarte        | Andréa Vargas                  |
| Alessandra Negrini   | Selma Dumont (Selminha)        |
| Glória Pires         | Júlia Moreno                   |
| Eduardo Moscovis     | Francisco Maia (Chico)         |
| Herson Capri         | Diogo Valente                  |
| José de Abreu        | Bruno Vargas                   |
| Cássio Gabus Mendes  | Renato Moreno                  |
| José Wilker          | Ariel Britz                    |
| Mel Lisboa           | Gabriela Diniz                 |
| Paulo Betti          | Alex Müller                    |
| Drica Moraes         | Gilda Ribeiro                  |
| Daniel Del Sarto     | Nicolau Toledo Valente         |
| Regiane Alves        | Letícia Miranda Moreno         |
| Sílvia Pfeifer       | Virgínia Azeredo               |
| Evandro Mesquita     | Fabiano Vergueiro (Bill)       |
| Otávio Müller        | Tadeu Borges                   |
| Vera Holtz           | Bárbara Toledo                 |
| Miriam Pires         | Isaura Dumont                  |
| Rosi Campos          | Marlene Motta                  |
| Stepan Nercessian    | Apolinário                     |
| Mariana Lima         | Antônia Donaggio               |
| João Camargo         | Afrânio                        |
| Hugo Carvana         | Atílio Miranda                 |
| Vanessa Gerbelli     | Gonçala Pereira (Gongon)       |
| Walderez de Barros   | Judite Moreno                  |
| Nelson Dantas        | Ubaldo Moreno                  |
| Thereza Piffer       | Euzeni                         |
| Márcio Kieling       | Roberto Martins (Beto)         |
| Chris Couto          | Sophie Montemor                |
| Luíza Mariani        | Alexandra Junqueira (Xana)     |
| Juliana Didone       | Tatiana Uzi (Tati)             |
| Rodrigo Hilbert      | Pablo Jardim                   |
| Rocco Pitanga        | Joaquim                        |
| Aline Aguiar         | Camila Fragoso                 |
| Betty Gofman         | Nair Garcia                    |
| Fernando Alves Pinto | Sandro Aguillar                |
| Bernardo Marinho     | Bernardo Miranda Moreno        |
| Alice Borges         | Frida Maria Vidal Campos       |
| Natallia Rodrigues   | Patrícia Vonnegut Britz (Paty) |
| Joana Motta          | Olívia                         |
| Marcelo Laham        | Vanderlei Porto (Vavá)         |
| Cassiano Carneiro    | Hélio Roque                    |
| Pedro Brício         | Juca                           |
| Cristina Amadeo      | Meire                          |
| Bruno Bezerra        | Pirulito                       |
| Sérgio Rufino        | Cristiano                      |

### Participações especiais
| Intérprete                    | Personagem                  |
| ----------------------------- | --------------------------- |
| Renata Sorrah                 | Rachel Vonnegut             |
| Bruno Gagliasso               | Saulo de Gog                |
| Deborah Evelyn                | Drª. Fernanda Monteiro Maia |
| Amélia Bittencourt            | Mercedes Miranda            |
| Ana Lúcia Torre               | Drª. Regina                 |
| Kadu Moliterno                | Heitor                      |
| Luiza Curvo                   | Juliette de Gog             |
| Tonico Pereira                | Detetive Kléber Meira       |
| Márcia Cabrita                | Juventina                   |
| Fernanda Lima                 | Ankita                      |
| Mário Gomes                   | Raul Loyola                 |
| Ricardo Pavão                 | Dr. Samuel                  |
| Rita Guedes                   | Kênia                       |
| Paulo César Grande            | Bob                         |
| Carmem Verônica               | Verônica                    |
| Débora Olivieri               | Fanny                       |
| Karine Carvalho               | Duda                        |
| Marcelo Mansfield             | Dr. Noronha                 |
| Roberto Bataglin              | Gianni                      |
| David Herman                  | Mr. David                   |
| Alby Ramos                    | Bandido Mindinho            |
| Ada Chaseliov                 | Luíza                       |
| Luiz Magnelli                 | Goulart                     |
| Marcelo Várzea                | Amigo de Renato             |
| Bel Kutner                    | Carol                       |
| Beth Lamas                    | Silvana                     |
| Ida Gomes                     | Madame Safira               |
| Marcelo Saback                | Sintra                      |
| Sandra Pêra                   | Geralda                     |
| Duse Nacaratti                | Iracema                     |
| Mário Schoemberger            | Coelho Leite                |
| Rogéria                       | Regina                      |
| Milhem Cortaz                 | Xavier                      |
| Tadeu di Pietro               | Dr. Adan                    |
| Andrei Linhares/Natã Linhares | Rafael                      |
| Bruno Cariati                 | Matheus Monteiro Maia       |
| Gisele Fraga                  | Bia                         |
| Nilton Bicudo                 | Emanoel                     |
| Paulo Vespúcio                | Xavier                      |
| Priscilla Campos              | Júlia Miranda (jovem)       |
| Juliana Knust                 | Andréa Miranda (jovem)      |
| Miguel Thiré                  | Diogo Valente (jovem)       |
| Alexandre Herchcovitch        | Ele mesmo                   |
| Alexandre Herchcovitch        | Okky                        |
| Glória Kalil                  | Ela mesma                   |
| Glória Coelho                 | Ela mesma                   |
| Lino Villaventura             | Ele mesmo                   |
| Regina Martelli               | Ela mesma                   |
| Fause Haten                   | Ele mesmo                   |
| Ronaldo Fraga                 | Ele mesmo                   |
| Walter Rodrigues              | Ele mesmo                   |
| Gilberto Gil                  | Ele mesmo                   |

## Produção

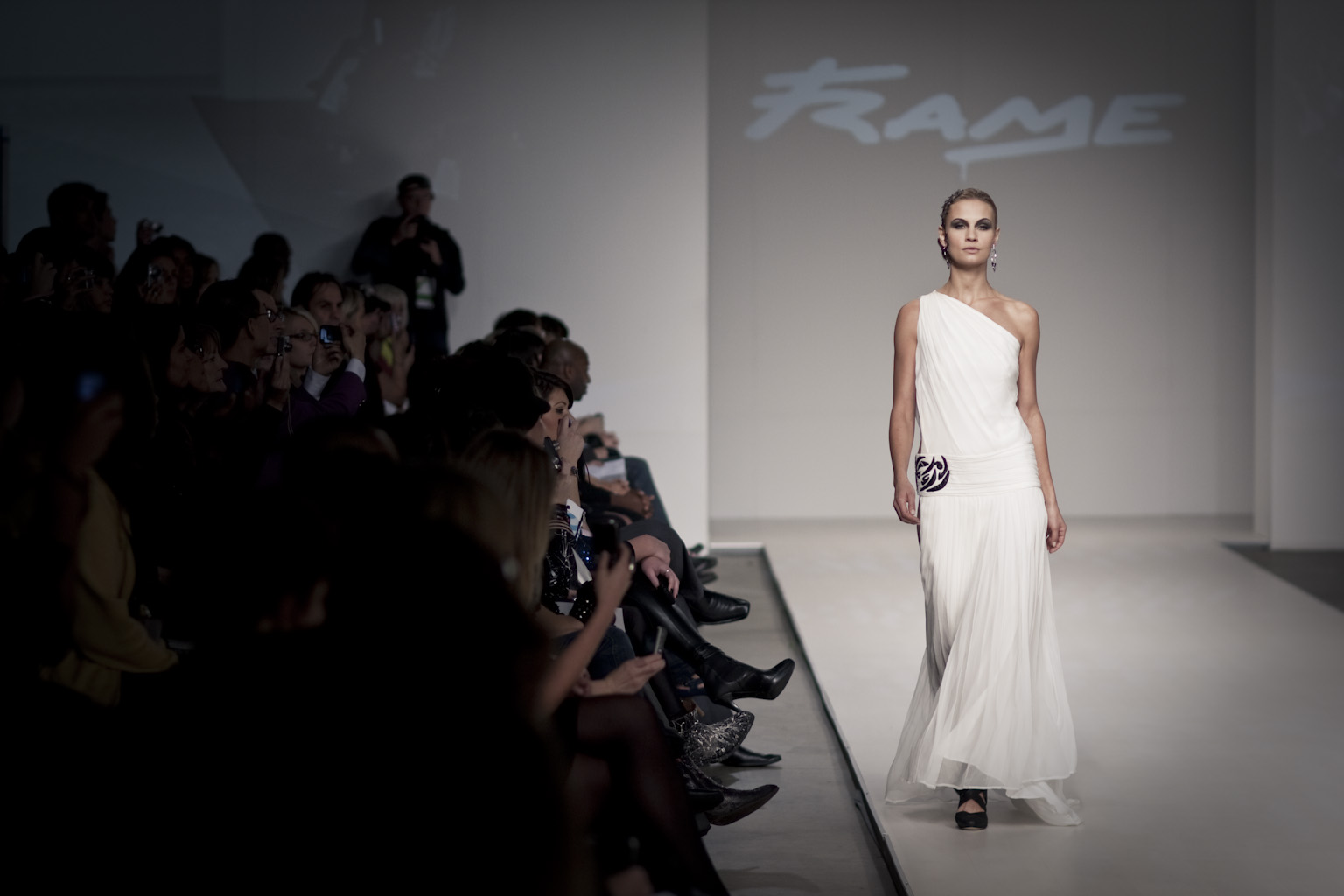
Desejos de Mulher acompanhou os bastidores do mundo da moda.

Euclydes Marinho queria que Desejos de Mulher fosse uma "novela das oito". No entanto a faixa de horário já estava ocupada com uma fila de outras tramas pré-definidas e a direção de teledramaturgia da emissora definiu-a para as 19h. A novela estrearia em março de 2002. No entanto, acabou sendo antecipada para janeiro, pelo fato de sua antecessora, As Filhas da Mãe, ter sido encurtada pela baixa audiência, de 185 para 125 capítulos.
A aprovação de Desejos de Mulher fez com que Celebridade, que iria ao ar em 2002, fosse adiada até o ano seguinte por tratar também dos bastidores da fama. Para compor o perfil das personagens, uma equipe de pesquisa saiu as ruas coletando dados sobre os desejos e sonhos de mais de mil mulheres entrevistadas no âmbito pessoal e profissional. As gravações se iniciaram em 19 de dezembro de 2001. Para uma das cenas iniciais onde ocorria um desfile de moda foram utilizados 200 figurantes para simular plateia, repórteres, produtores e modelos. A figurinista Emilia Duncan ficou responsável pela composição das peças utilizadas pelos personagens, se inspirando nos trabalhos clássicos dos estilistas Zuzu Angel e Marc Jacobs. Seis jovens estilistas do Projeto Lab, programa para criadores iniciantes da Casa de Criadores, ajudaram na criação das peças. A revista de moda fictícia Estilo Mulher ganhou uma única edição online disponibilizado ao público em junho de 2002 no website da novela trazendo reportagens relacionadas ao tema.
Pela primeira vez foi possível escolher a capa da trilha sonora através de uma enquete no website da novela, contendo três opções de arte, todas com o ator Eduardo Moscovis. Júlia e Chico já eram nomes tradicionais de pares românticos das tramas de Euclydes, tendo sido representados por Débora Bloch e Marcos Palmeira em Andando nas Nuvens e Denise Dumont e Daniel Dantas na minissérie Quem Ama não Mata. O diálogo final entre os personagens de Herson Capri e José de Abreu é o mesmo dito – "Não é assim que você se sente poderoso, matando pessoas inocentes? Aperta o gatilho, acaba logo comigo!" – é o mesmo dito pelo protagonista de Marco Nanini para o antagonista de Cláudio Marzo em Andando nas Nuvens, do mesmo autor, fazendo referência a seu trabalho anterior.
Com base na sinopse fornecida pela emissora, o Departamento de Justiça, Classificação, Títulos e Qualificação classificou Desejos de Mulher como "livre para todos os públicos", antes do início de sua exibição, o que permitira com que fosse exibida em qualquer horário, como, por exemplo, parte integrante do Vale a Pena Ver de Novo.

### Escolha do elenco
Regina Duarte e Glória Pires foram escolhidas especialmente para repetirem a parceria de Vale Tudo. Glória Menezes foi convidada para interpretar a mãe adotiva da protagonista, uma vez que também havia repercutido positivamente com Regina e Glória de Vale Tudo, porém recusou o papel por ter pouco destaque, sendo substituída por Amélia Bittencourt. Débora Bloch, Júlia Lemmertz e Viviane Pasmanter recusaram o papel de Gilda – que entrou no quarto mês da trama – pela situação problemática que a novela passava com baixa audiência e alterações drásticas de texto, cabendo a Drica Moraes interpretar a personagem. Rodrigo Hilbert foi aprovado no primeiro teste de vídeo que fez por já ter experiência como modelo. Alguns dos principais estilistas brasileiros de renome internacional participaram da novela, incluindo Alexandre Herchcovitch, Glória Kalil, Glória Coelho, Lino Villaventura, Regina Martelli, Fause Haten, Ronaldo Fraga e Walter Rodrigues.

### Alterações no enredo
Após sofrer com a baixa audiência em sua primeira metade, Desejos de Mulher teve o andamento de sua história alterado, focando menos no universo da moda e nos bastidores da fama e passando a apostar mais em sequências de ação e violência. A personagem Selma, que no início da história era centrada e inteligente em suas armações para destruir a rival, passou a ter um comportamento mais psicótico ao andar com uma faca constantemente. Além disso a personagem passou por diversas alterações, como uma redenção, uma morte temporária ao cair de um penhasco, o qual ela acabou sobrevivendo a pedido popular, e um retiramento em um convento, gerando uma confusão no público. Mel Lisboa também começou a história como uma modelo em ascensão vinda do interior e tendo que enfrentar a cidade grande, mas teve o perfil alterado para uma garota ardilosa, que se envolve com o antagonista Bruno para conquistar o que lhe interessava, além de ter seu par com Daniel Del Sarto desfeito para envolver-se com o personagem de Márcio Kieling, um assassino mercenário, e acabou tendo que ser morta após a rejeição do público pelos rumos que havia tomado.
Já Bruno passou de homem manipulado à assassino em série, matando até mesmo o principal casal jovem, Gabriela e Beto. Em junho a TV Globo ordenou ao autor que as cenas de violência fossem amenizadas na trama e vetou algumas situações como, por exemplo, a vilã Selma sendo esfaqueada. A emissora tomou a decisão depois de ser advertida pelo Ministério da Justiça, por conta do excesso de violência no horário. As alterações foram criticadas pela imprensa, que alegou que a novela abusava demasiadamente da violência e que a história "mais parece um filme policial". O jornal Correio da Manhã notou que o autor tentou compensar a violência exibida durante toda a novela no último capítulo, quando a maioria dos personagens terminaram suas histórias com uma positividade excessiva: "O autor termina exibindo, com exagero, a felicidade de todos os que deixou que sobrevivessem".

## Exibição

### Outras mídias
Nunca reprisada, foi disponibilizada na íntegra pelo Globoplay em 25 de março de 2024, através do Projeto Resgate.

## Música

### Nacional
A primeira trilha sonora da telenovela foi lançada em 2 de fevereiro de 2002 pela Som Livre, trazendo o repertório nacional. Mel Lisboa estampou a capa do álbum.
Capa: Mel Lisboa
Lista de faixas
| N.º | Título                              | Música                      | Personagem tema | Duração |  |
| 1.  | "A Sua"                             | Marisa Monte                | Júlia           | 3:43    |  |
| 2.  | "Sonhos"                            | Caetano Veloso              | Chico           | 3:25    |  |
| 3.  | "Mutante"                           | Daniela Mercury             | Gabriela        | 3:31    |  |
| 4.  | "Epitáfio"                          | Titãs                       | Nicolau         | 3:16    |  |
| 5.  | "Minha Vida"                        | Rita Lee                    | Virgínia        | 3:42    |  |
| 6.  | "Maresia"                           | Adriana Calcanhotto         | Diogo           | 3:20    |  |
| 7.  | "Diversão"                          | Nila Branco                 | Selma           | 3:47    |  |
| 8.  | "Muito Estranho (Cuida Bem de Mim)" | Simone                      | Andréa          | 3:45    |  |
| 9.  | "Depois de Ter Você"                | Maria Bethânia              | Andréa e Diogo  | 3:45    |  |
| 10. | "Viciei em Você"                    | Ângela Rô Rô                | Júlia e Chico   | 3:20    |  |
| 11. | "Baile da Pesada"                   | Fernanda Abreu              | Geral           | 3:24    |  |
| 12. | "Na Paz"                            | Orlando Morais              | Renato          | 3:15    |  |
| 13. | "Não Vou Ficar"                     | Classe                      | Letícia         | 3:31    |  |
| 14. | "Façamos"                           | Chico Buarque e Elza Soares | Abertura        | 3:38    |  |

### Internacional
A segunda trilha sonora da telenovela foi lançada em 3 de maio de 2002 pela Som Livre, trazendo o repertório internacional. Eduardo Moscovis estampou a capa do álbum.
Capa: Eduardo Moscovis
Lista de faixas
| N.º | Título                           | Música            | Personagem tema    | Duração |  |
| 1.  | "Stillness of Heart"             | Lenny Kravitz     | Gabriela e Beto    | 3:43    |  |
| 2.  | "Heaven Help"                    | Angie Stone       | Nicolau e Xana     | 3:25    |  |
| 3.  | "Flinch"                         | Alanis Morissette | Júlia e Chico      | 3:31    |  |
| 4.  | "Keep It Turned On"              | Rick Astley       | Letícia            | 3:16    |  |
| 5.  | "Cuba"                           | Tino Augusto DJ   | Ariel e Tadeu      | 3:42    |  |
| 6.  | "I Can't Stop Loving You"        | Ray Charles       | Andréa e Diogo     | 3:20    |  |
| 7.  | "Vincent (Starry, Starry Night)" | Josh Groban       | Alex               | 3:47    |  |
| 8.  | "Gone"                           | Kosheen           | Tati               | 3:45    |  |
| 9.  | "If Everybody Looked The Same"   | Groove Armada     | Nicolau            | 3:45    |  |
| 10. | "Love You Till The Day I Die"    | Jim Capaldi       | Marlene            | 3:20    |  |
| 11. | "Every Breath You Take"          | Sting             | Gabriela e Nicolau | 3:24    |  |
| 12. | "Fallin'"                        | Alicia Keys       | Renato e Júlia     | 3:15    |  |
| 13. | "I Can See Clearly Now"          | Jimmy Cliff       | Ariel e Tadeu      | 3:31    |  |
| 14. | "Supermodel"                     | Delicious         | Modelos            | 3:38    |  |
| 15. | "Can't Get You Out of My Head"   | Kylie Minogue     | Modelos            | 3:27    |  |
| 16. | "Free"                           | Laura             | Geral              | 3:31    |  |
| 17. | "I Miss You"                     | Darren Hayes      | Letícia            | 3:47    |  |
| 18. | "Quiero Morir En Tu Veneno"      | Alejandro Sanz    | Virgínia           | 3:45    |  |
| 19. | "El Dia En Que Me Quieras"       | Julio Iglesias    | Andréa e Diogo     | 3:45    |  |
| 20. | "It's Up To You"                 | DJ Gvô            | Rio de Janeiro     | 3:20    |  |

## Audiência
O primeiro capítulo da trama teve média de 29 pontos, nove a menos que a estreia da antecessora, As Filhas da Mãe, embora muitos estados haviam sofrido com o Blecaute no Centro-Sul do Brasil naquela noite, o que prejudicou o resultado final. No segundo capítulo a trama subiu um dígito, marcando 30 pontos. Os números, porém, começaram a cair e, em 26 de janeiro, a trama chegou a 20 pontos, sendo a novela de menor audiência exibida na emissora, atrás da "novela das seis"  A Padroeira – que enfrentava problemas similares – e da oitava temporada de Malhação. Nos dez primeiros dias a novela marcou uma média de 27 pontos, quatro a menos que As Filhas da Mãe, que era até então a de pior desempenho das "novelas da sete". Aos poucos Desejos de Mulher chegou até mesmo a encostar no resultado da reprise de História de Amor, exibida nas tardes no Vale a Pena Ver de Novo e que atingia índices de 21 pontos.
Após diversas alterações feitas pelo autor para tornar a história mais ágil, Desejos de Mulher começou a reagir, sendo que em fevereiro sua média ficou em 27 pontos, em março subiu para 31 pontos e em abril já marcava 34 de média mensal. Ao todo, juntando os quatro primeiros meses, a audiência geral era de 30 pontos, dois a mais que a antecessora. Apesar da meta para o horário ser de 35 pontos, os índices foram recebidos com positividade pela direção, uma vez que estavam subido gradativamente a cada mês, enquanto As Filhas da Mãe havia feito o caminho oposto, derrubado a audiência de 38 para 28 pontos de média do início ao fim. O recorde de audiência ocorreu em 4 de março, quando a trama bateu 34 pontos no capítulo em que Andréa encontra seu marido na cama com Selma.
O último capítulo da trama marcou uma média de 37 pontos e picos de 42. Sua média geral foi de 33 pontos, ainda abaixo da meta para o horário – 35 pontos –, mas com aval positivo da emissora, uma vez que conseguiu elevar cinco pontos de média em relação a antecessora, que havia fechado com 28. A trama deixou a grade como uma das que melhor conseguiu reagir a uma crise e reverter os resultados.

## Prêmios e indicações
| Ano  | Prêmio                     | Categoria     | Indicação          | Resultado | Ref.   |
| ---- | -------------------------- | ------------- | ------------------ | --------- | ------ |
| 2002 | Prêmio Qualidade Brasil SP | Melhor Novela | Desejos de Mulher  | Venceu    |        |
| 2002 | Prêmio Qualidade Brasil SP | Melhor Atriz  | Alessandra Negrini | Venceu    |        |
| 2003 | Prêmio Contigo!            | Melhor Vilã   | Alessandra Negrini | Venceu    | [ 51 ] |